# ぷろたん
ぷろたん（1989年8月4日 - ）は、日本のYouTuber、ボディビルダー、タレント、実業家。株式会社PROISMの代表取締役であり、チーズケーキ専門店「QUESO」の監修も務めている。プロクリニックという銀座一丁目にある包茎治療に特化したクリニックのプロモーターも務めている。VAZ所属。本名：鈴木健太郎（すずき けんたろう）。血液型はAB型。静岡県下田市出身。大食い、筋トレ、ボディビルなどの動画を投稿している。

## 来歴
1989年8月、静岡県下田市で生まれ、小学生時代は人気者であった。中学生時代はソフトテニス部に所属しており、全国大会出場経験がある。高校時代は硬式テニス部に所属したが、地元からテニスで全国大会出場者がでるのは約30年ぶりであり、周囲からの注目や期待にプレッシャーを感じたことも原因でイップスのような症状に陥り思うような結果が出ず、挫折を味わった。その後、大学進学をきっかけに上京した。大学進学後もテニスサークルに所属したが、テニスに対して本気で取り組んできた部活時代と変わって、サークルの軽い雰囲気が合わず、すぐに脱退した。大学時代、スポーツジムでのアルバイトをしていた影響で、本格的に筋トレを始めた。スポーツジムのアルバイトは大学4年間を通じて続けており、そこで筋トレの方法やコツを身につけた。
2011年10月、大学4年生のとき、働いていたスポーツクラブの社員におすすめされ、protein（ぷろていん）という名前で、ニコニコ生放送を始めた。最初は、顔出しはせずにラジオのように話をしていただけであったが、大学を卒業し会社員になったことを機に、大学生の自由さとのギャップからストレスが溜まり、承認欲求が高まったため顔出しを始めたが物足りず、当時のニコニコ生放送で女装でランキング上位に入っている有名配信者をみて、女装生放送を始めた。さらに自分のことを知ってもらおうと、Twitter、Facebook、YouTubeなど、様々なプラットフォームを使用し始めた。この女装配信がネット上で人気となったことで、VAZの社長であった森泰輝から事務所加入のオファーを受け、同事務所に加入した。

## 人物
- 2019年4月、自己免疫疾患である尋常性乾癬であると公表した[11]。
- 2021年7月17日、体調不良を理由に活動の無期限休止を発表した[12]。その後、入院している様子を撮した動画を投稿し、全身の焼けるような痛みと吐き気があるとした。担当医には原因不明であり、重度の膠原病や先天的性の自己免疫疾患である可能性が高いと言われたが、最終的に具体的な病名診断には至らなかった[13]。その後、担当医に扁桃腺の摘出を勧められ、扁桃腺摘出術を受けた[14]。8月中旬、体調が回復し退院をした。
- 2022年2月8日、４年間交際の後、恋人として動画に出演していた丸の内OLレイナと2年間婚姻関係にあったことを、破局後に公表した[15]。

## ボディビル
- 2021年12月5日  フィジーク大会 2021 IFBB PRO League x FWJ WORLD LEGENDS CLASSIC メンズフィジーク ノービス 168cm未満 優勝[16]

## プロクリニック
- 銀座一丁目にあるプロクリニックを柚﨑一輝院長と2024年3月に設立した。陰キャや草食男子など自分への自信を失われている日本男児が増えていると感じる令和の時代に、包茎や増大治療を通して、より自分に自信を持てて、仕事もより上手く行かせ、少子化を食い止め、日本のGDPも回復させ、より元気な日本になる様に盛り上げて行こう！というコンセプト。[17]

## 出演

### テレビ
- 2015年7月1日放送　TBS「SASUKE」 - 第31回大会 SASUKE2015[18]
- 2021年6月24日放送　TX「じっくり聞いタロウ」
- 2022年1月14日放送　TNC「加藤浩次のちゃっかり、バズってます！！」
- 2022年2月3日放送　ABEMA「恋のお世話はじめました」

### ラジオ
- FM沖縄「Radio dub」

## 外部サイト

### 公式アカウント
- ぷろたん日記 - YouTubeメインチャンネル
- ぷろ社長と時々秘書やぎの日常 - YouTubeサブチャンネル
- X(Twitter)アカウント
- Instagramアカウント
- TikTokアカウント